# Lac Kingsmere
Le lac Kingsmere est un lac du parc national de Prince Albert, dans la Saskatchewan, au Canada.